# Zeugophora cribrata
Zeugophora cribrata es una especie de coleóptero de la familia Megalopodidae.

## Distribución geográfica
Habita en (China).